# ديني دريسكول
دينّي دريسكول (بالإنجليزية: Denny Driscoll)‏ هو لاعب كرة قاعدة أمريكي، ولد في 19 نوفمبر 1855 في لوويل في الولايات المتحدة، وتوفي بنفس المكان في 11 يوليو 1886 بسبب سل.

## وصلات خارجية
- ديني دريسكول على موقعبيزبول رفرنس.كوم (الدوري الرئيسي) (الإنجليزية)
- ديني دريسكول على موقعبيزبول رفرنس.كوم (الدوري الثانوي) (الإنجليزية)